# Résolution 146 du Conseil de sécurité des Nations unies
Membres permanents
- Chine (Taïwan)
- États-Unis
- France
- Royaume-Uni
- URSS

Membres non permanents
- Argentine
- Sri Lanka
- Équateur
- Italie
- Pologne
- Tunisie

Résolution no 145 Résolution no 147
La Résolution 146  est une résolution du Conseil de sécurité des Nations unies adoptée le 9 août 1960, dans sa 886e séance, après un rapport du Secrétaire général sur l'application des résolutions 143 et 145, le Conseil a confirmé son autorité pour mener à bien la responsabilité placée en lui et ainsi a appelé la Belgique à retirer ses troupes du Katanga. 
Le Conseil a ensuite, tout en réaffirmant que la Force des Nations unies au Congo (opération ONUC) ne prendrait pas parti ou d'aucune façon intervenir dans tout conflit interne, a déclaré que l'entrée des forces de l'ONU au Katanga était nécessaire pour la pleine mise en œuvre de la présente résolution.

## Vote
La résolution a été adoptée par 9 voix.

La France et l'Italie se sont abstenus. 

## Texte
- Résolution 146 Sur fr.wikisource.org
- Résolution 146 Sur en.wikisource.org